# ФК Олимпијакос
Фудбалски клуб Олимпијакос (грч. Oλυμπιακός Σύνδεσμος Φιλάθλων Πειραιώς /Олибиакос синдесмос филатлон Пиреос/) је грчки фудбалски клуб из Пиреја, део спортског друштва Олимпијакос, и тренутно се такмичи у Суперлиги Грчке.
Клуб је основан 10. марта 1925. и игра на стадиону Караискакис, капацитета 33.334 седећих места. Сматра се да је један од три највећа клуба у Грчкој (поред Панатинаикоса и АЕК-a) Олимпијакос је најуспешнији клуб у историји грчког фудбала, до сада је освојио 48 националних првенстава, 29 купова Грчке и 4 домаћа суперкупа, одн. више титула него било који други клуб у Грчкој. Уз то освајањем Лиге конференције постао је први грчки клуб који је освојио неко међународно такмичење под покровитељством УЕФА.

## Историја
Олимпијакос је основан 10. мартa 1925, у луци Пиреј, када су чланови Athlitikos Podosfairikos Syllogos Pireos (Спортски и Фудбалски клуб Пиреја) и Omilos Filathlon Pireos (Клуб навијача Пиреја) одлучили, током историјског састанка, да угасе два клуба у циљу успостављања јединственог новог, с грбом који приказује профил победника Античких Олимпијских Игара. Нотис Камберос је најавио име Olympiacos, а Михалис Маноускос га завршио и дао му пуно име, Olympiacos Syndesmos Filathlon Pireos (Клуб навијача Олимпијакоса из Пиреја).
Олимпијакос је освојио титулу првака Грчке први пут у сезони 1930-31. То је био почетак веома успешне ере. До 1940. Олимпијакос је већ освојио 6 шампионата у једанаест сезона, а до 1960 освојили су петнаест шампионата у 23 сезоне, такође и 6 титула Грчког купа, тако су освојили 6 дуплих круна. Тај је тим 1950-их освојио титулу шест пута заредом, од 1954-59 комбинујући са купом 1957, 1958. и 1959. постали су једини клуб у историји грчког фудбала који је успео да освоји 3 дупле круне заредом.
Олимпијакос је далеко најуспешнији клуб у историји Грчког фудбала. Они имају више титула (48) него њихови највећи ривали Панатинаикос (20) и АЕК Атина (13) заједно, такође црвено-бели имају сами више титула него сви други крунисани тимови заједно (41). Олимпијакос такође држи победнички рекорд Купа и Суперкупа са 28 и 4 титуле, док је Балкански куп који је освојен 1963. био велики успех у то доба.

## Грб и боје
Грб Олимпијакоса је подвргнут мањим променама кроз историју клуба, док је типична опрема за тим мајица са црвено-белим вертикалним пругама и црвени или бели шорцеви и чарапе. Друга најкоришћенија опрема је била цела црвена, а следећа цела бела. Олимпијакос је користио неколико других боја у току своје историје за гостујуће утакмице или као трећа опрема, од којих су највише приметне црна и сива.
Најчешће коришћени дресови током историје клуба су ови испод (година кад су коришћени је написана испод сваког):
| 1971 | 1978 | 1979 | 1985 | 2008 |

## Стадион
Стадион Караискакис (грч. Στάδιο Γεώργιος Καραϊσκάκης) је стадион који се налази у Пиреју, Грчка. Он је дом за фудбалски клуб Олимпијакос и фудбалску репрезентацију Грчке. Стадион је добио име по Георгиосу Караискакису, хероју Грчког рата Независности, који је био смртно рањен у овом подручју. Током историје, Олимпијакос се користио и другим стадионима као домаћим, углавном Олимпијским стадионом у Атини у 80-им, 90-им и раним 2000-им, док није затворен због реновирања за Летње олимпијске игре у Атини 2004.. Такође су користили и стадион Георгиос-Камарас у периоду од 2002-2005.
Историја стадиона Караискакис је обележена једном од највећих трагедија која је погодила грчки спорт, позната као Трагедија стадиона Караискакис. 8. фебруара 1981. Олимпијакос је био домаћин у лигашкој утакмици против атинског АЕК-а, која се завршила 6:0, у победи без преседана за домаћи тим из Пиреја. Током последњих минута утакмице, хиљаде навијача Олимпијакоса на капији 7 јурнуло је ка излазу, да дођу да главног улаза на стадион и прославе победу са играчима, али врата су скоро била затворена а обртна кола и даље на месту, чинећи излаз скоро немогућим. Како су људи наставили да силазе доле са трибина, у немогућству да виде шта се дешава, степенице капије 7 су постале смртна замка; људи су гажени, десетине навијача је било озбиљно повређено а двадесет једно је погинуло, већина њих од гушења.

## Навијачи
Олимпијакос је грчки клуб са највећим бројем навијача према већини истраживања која су спроведена у Грчкој. Црвено-бели долазе из луке Пиреју, били су тим радничке класе. Од 1950-их година, када је Олимпијакос био доминантан, освајајући узастопне титуле, њихова популарност је порасла широм Грчке и број њихових навијача је порастао, да би постао клуб са највећим бројем навијача у Грчкој. Осим тога, Олимпијакос је привукао навијаче из свих друштвених слојева. 
Навијачи Олимпијакоса и Црвене звезде развили су дубоко пријатељство. Навијачи оба тима су себе назвали „Православна браћа“ ("Orthodox Brothers"). Много пута навијачи Олимпијакоса из различитих навијачких клубова су били на утакмицама Црвене звезде, посебно против њиховог највећег ривала Партизана. Однедавно "Orthodox Brothers" су почели да укључују навијаче Спартака Москве.

## Ривали
Олимпијакосов главни ривал је Панатинаикос, у тзв. „дербију вечитих непријатеља“, који је једно од највећих ривалства не само у Грчкој, него и у Грчком фудбалу и спорту уопште, и једно од најпознатијих ривалства у свету. Свака утакмица између та два клуба дели Атину и читаву Грчку на два дела. Ривалство се заснива на социјалном статусу навијача и чињеници да су то најуспешнији клубови у грчком фудбалу и грчком спорту у целини. Олимпијакос је представљао радничку класу, a Панатинаикос виши слој. Сада су навијачи оба клуба скоро једнаки о том питању. Много пута су се десили насилни инциденти између навијача обе стране, као што је смрт Михалиса Филопулоса, навијача Панатинаикоса, у сукобу хулигана који подржавају ова два клуба.
Следећи највећи ривали Олимпијакоса су АЕК Атина, и ПАОК. Још један од класичних ривал Олимпијакос је Етникос Пиреј, други најуспешнији клуб у Пиреју, али ривалство између њих није много велико због чињенице да Етникос задњих година игра у нижим лигама.

## Европска такмичења
Олимпијакос има дуго присуство у УЕФА такмичењима. Они су деби имали 13. септембра 1959, у утакмици против Милана на стадиону Караискакис у Купу Шампиона, као прва Грчка екипа која се такмичи у европским такмичењима. Међутим, први пут је требало да играју са Бешикташом у прелиминарној рунди Купа Шампиона у сезони 1958/59., али се Грчка страна повукла. Олимпијакос је такође и први тим из Грчке који је успео да се пласира у следеће коло неког Европског такмичења, елиминисавши Заглебје Сосновјец у Купу победника купова у сезони 1963/64.
Њихов највећи успех у Европи је освајање УЕФА Конференцијске лиге у сезони 2023–24. Исте сезоне, тим до 19 година освојио је УЕФА Лигу младих, поставши тако први тим који је освојио два европска трофеја у истом периоду. Неки други успеси у Европи су постигли кад су стигли до четвртфинала Лиге Шампиона 1998/99., када су елиминисани од Јувентуса и четвртфинала Купа победника купова 1992/93. када су изгубили од Атлетико Мадрида.

### Највеће победе
| Сезона                       |                              | Меч                               |                              | Резултат                     |
| Европски куп / Лига шампиона | Европски куп / Лига шампиона | Европски куп / Лига шампиона      | Европски куп / Лига шампиона | Европски куп / Лига шампиона |
| ---------------------------- | ---------------------------- | --------------------------------- | ---------------------------- | ---------------------------- |
| 1974/75                      |                              | Олимпијакос - Андерлехт           |                              | 3-0                          |
| 1997/98                      |                              | Олимпијакос - Славија-Мозур       |                              | 5-0                          |
| 2002/03                      |                              | Олимпијакос - Бајер Леверкузен    |                              | 6-2                          |
| 2003/04                      |                              | Олимпијакос - Галатасарај         |                              | 3-0                          |
| 2007/08                      |                              | Олимпијакос - Вердер Бремен       |                              | 3-0                          |
| Куп победника купова         |                              |                                   |                              |                              |
| 1968/69                      |                              | Олимпијакос - Дунфермлајн Атлетик |                              | 3-0                          |
| 1986/87                      |                              | Олимпијакос - Унион Луксембург    |                              | 3-0                          |
| 1986/87                      |                              | Унион Луксембург - Олимпијакос    |                              | 0-3                          |
| 1992/93                      |                              | Черноморец Одеса - Олимпијакос    |                              | 0-3                          |
| УЕФА куп                     |                              |                                   |                              |                              |
| 1993/94                      |                              | Олимпијакос - Ботев Пловдив       |                              | 5-1                          |
| 2008/09                      |                              | Олимпијакос - Нордсјеланд         |                              | 5-0                          |
| 2008/09                      |                              | Олимпијакос - Бенфика             |                              | 5-1                          |
| 2008/09                      |                              | Олимпијакос - Херта Берлин        |                              | 4-0                          |

## Састав у сезони 2011/12.
| Бр. |             | Позиција | Играч             |
| --- | ----------- | -------- | ----------------- |
| 1   | Португалија | Г        | Хозе Са           |
| 2   | Алжир       | О        | Хилал Судани      |
| 3   | Португалија | О        | Рубен Семедо      |
| 4   | Гвинеја     | О        | Мади Камара       |
| 5   | Грчка       | О        | Андреас Бухалакис |
| 6   | Аргентина   | О        | Аријел Ибагаса    |
| 8   | Србија      | С        | Љубомир Фејса     |
| 9   | Србија      | Н        | Марко Пантелић    |
| 10  | Алжир       | Н        | Рафик Ђебур       |
| 14  | Бразил      | Н        | Кевин Миралас     |
| 15  | Шпанија     | С        | Хавито            |
| 17  | Аргентина   | Г        | Франко Констанцо  |
| 18  | Грчка       | С        | Јоанис Фетфацидис |
| 19  | Шпанија     | С        | Давид Фустер      |

| Бр. |           | Позиција | Играч              |
| --- | --------- | -------- | ------------------ |
| 20  | Грчка     | О        | Хосе Колебас       |
| 21  | Грчка     | О        | Аврам Пападопулос  |
| 23  | Шпанија   | О        | Иван Маркано       |
| 26  | Аргентина | С        | Висенте Моње       |
| 30  | Грчка     | О        | Јанис Зарадукас    |
| 31  | Шпанија   | С        | Пабло Орбаиз       |
| 33  | Шпанија   | С        | Франсиско Јесте    |
| 35  | Грчка     | О        | Василис Торосидис  |
| 44  | Грчка     | Г        | Балаж Међери       |
| 77  | Камерун   | С        | Жан Макун          |
| 81  | Грчка     | О        | Јоргос Валеријанос |
| 92  | Грчка     | О        | Јоанис Потуридис   |
| 93  | Алжир     | С        | Ђамел Абдун        |
| 99  | Грчка     | Г        | Јосиф Даскалакис   |

### Менаџмент
| Тренер           | Асистент тренера | Тренер голмана | Кондициони тренер | Директор Омладинске школе |
| ---------------- | ---------------- | -------------- | ----------------- | ------------------------- |
| Ернесто Валверде | Јон Аспиазу      | Алекос Рантос  | Кристос Мурикис   | –                         |

## Трофеји
- Домаћи
  - Суперлига Грчке: 48
    - 1930/31, 1932/33, 1933/34, 1935/36, 1936/37, 1937/38, 1946/47, 1947/48, 1950/51, 1953/54, 1954/55, 1955/56, 1956/57, 1957/58, 1958/59, 1965/66, 1966/67, 1972/73, 1973/74, 1974/75, 1979/80, 1980/81, 1981/82, 1982/83, 1986/87, 1996/97, 1997/98, 1998/99, 1999/00, 2000/01, 2001/02, 2002/03, 2004/05, 2005/06, 2006/07, 2007/08, 2008/09, 2010/11, 2011/12, 2012/13, 2013/14, 2014/15, 2015/16, 2016/17, 2019/20, 2020/21, 2021/22, 2024/25.

  - Куп Грчке: 29
    - 1947, 1951, 1952, 1953, 1954, 1957, 1958, 1959, 1960, 1961, 1963, 1965, 1968, 1971, 1973, 1975, 1981, 1990, 1992, 1999, 2005, 2006, 2008, 2009, 2012, 2013, 2015, 2020, 2025.

  - Суперкуп Грчке: 4[7]
    - 1980, 1987, 1992, 2007.
- Међународни
  - УЕФА Лига конференције: 1
    - 2023/24.

  - Балкански куп: 1
    - 1963.

## Рекорди у првенству
| Опис                                | Клуб        | Рекорд                                      |
| ----------------------------------- | ----------- | ------------------------------------------- |
| Највећа победа                      | Олимпијакос | 11-0 (- Фостирас, 1973/74)                  |
| Највише победа у сезони             | Олимпијакос | 30 (1999/00)                                |
| Највише постигнутих голова у сезони | Олимпијакос | 102 (1973/74)                               |
| Најмање примљених голова у сезони   | Олимпијакос | 13 (1972/73)                                |
| Најдужи период победа               | Олимпијакос | 16 (Од 8 кола 2005/06 - до 23 кола 2005/06) |
| Најдужи период без пораза           | Олимпијакос | 58 (Од 3 кола 1972/73 - до 27 кола 1973/74) |

### Тренери
| Сезона    | Тренер                     | Нац.                          |
| --------- | -------------------------- | ----------------------------- |
| 2017−     | Такис Лемонис              | Грчка                         |
| 2016−2017 | Пауло Бенто                | Португалија                   |
| 2016      | Виктор Санчез              | Шпанија                       |
| 2015−2016 | Марко Силва                | Португалија                   |
| 2015      | Витор Переира              | Португалија                   |
| 2015      | Андонис Никополидис        | Грчка                         |
| 2013−2015 | Хозе Мигуел Гонзалес Мичел | Шпанија                       |
| 2013      | Андонис Никополидис        | Грчка                         |
| 2012−2013 | Леонардо Жардим            | Португалија                   |
| 2010−2012 | Ернесто Валверде           | Шпанија                       |
| 2010      | Евалд Лиенен               | Њемачка                       |
| 2010      | Божидар Бандовић           | Босна и Херцеговина           |
| 2009−2010 | Зико                       | Бразил                        |
| 2009      | Божидар Бандовић           | Босна и Херцеговина           |
| 2009      | Темури Кетсбаија           | Грузија                       |
| 2008−2009 | Ернесто Валверде           | Шпанија                       |
| 2007−2008 | Хосе Сегура                | Шпанија                       |
| 2006−2008 | Такис Лемонис              | Грчка                         |
| 2005−2006 | Тронд Солед                | Норвешка                      |
| 2004−2005 | Душан Бајевић              | Савезна Република Југославија |
| 2004−2005 | Никос Алефантос            | Грчка                         |
| 2004−2005 | Синиша Гогић               | Србија и Црна Гора · Кипар    |
| 2003−2004 | Олег Протасов              | Украјина                      |
| 2002−2003 | Сречко Катанец             | Словенија                     |
| 2000−2002 | Такис Лемонис              | Грчка                         |
| 1999−2000 | Јоанис Мацуракис           | Грчка                         |
| 1999−2000 | Алберто Бигон              | Италија                       |
| 1996−1999 | Душан Бајевић              | Савезна Република Југославија |
| 1995−1996 | Казимиерз Горски           | Пољска                        |
| 1994−1995 | Никос Алефантос            | Грчка                         |
| 1994−1995 | Тијс Либрегтс              | Холандија                     |
| 1993−1994 | Љупко Петровић             | Савезна Република Југославија |
| 1990−1993 | Олег Блокхин               | Совјетски Савез               |

| Сезона    | Тренер                         | Нац.                                             |
| --------- | ------------------------------ | ------------------------------------------------ |
| 1989−1990 | Имре Комора                    | Мађарска                                         |
| 1988−1989 | Јачек Гмох                     | Пољска                                           |
| 1987−1988 | Тијс Либрегтс                  | Холандија                                        |
| 1986−1987 | Алкетас Панагулијас            | Грчка                                            |
| 1984−1985 | Георг Кеслер                   | Њемачка                                          |
| 1983−1984 | Никос Алефантос                | Грчка                                            |
| 1983−1984 | Хајнц Хохер                    | Њемачка                                          |
| 1981−1983 | Алкетас Панагулијас            | Грчка                                            |
| 1981−1982 | Хелмут Сенековитч              | Аустрија                                         |
| 1980−1981 | Казимерз Горски                | Пољска                                           |
| 1977−1980 | Тодор Веселиновић              | Социјалистичка Федеративна Република Југославија |
| 1960−1962 | Кирил Симоновски               | Социјалистичка Федеративна Република Југославија |
| 1958−1960 | Бруно Вале                     | Италија                                          |
| 1957−1958 | Тибор Кемењ                    | Мађарска                                         |
| 1956−1957 | Првослав Драгићевић            | Социјалистичка Федеративна Република Југославија |
| 1955−1956 | Вангелис Хелмис Гианнис Хелмис | Краљевина Грчка                                  |
| 1955      | Костас Негрепонтис             | Краљевина Грчка                                  |
| 1954−1955 | Тхеологос Симеонидис           | Краљевина Грчка                                  |
| 1950−1954 | Вангелис Хелмис Гианнис Хелмис | Краљевина Грчка                                  |
| 1948−1950 | Тхеологос Симеонидис           | Краљевина Грчка                                  |
| 1945−1947 | Тхемос Асдерис                 | Краљевина Грчка                                  |
| 1938      | Тибор Ессер                    | Аустроугарска                                    |
| 1937−1938 | Петер Лантз                    | Аустрија                                         |
| 1936−1937 | Јан Коприва                    | Чехословачка                                     |
| 1935−1936 | Никос Панопулос                | Краљевина Грчка                                  |
| 1934−1935 | Петер Писпалоу                 | Њемачка                                          |
| 1933−1934 | Јан Коприва                    | Чехословачка                                     |
| 1932−1933 | Тибор Ессер                    | Аустроугарска                                    |
| 1930−1932 | Јозсеф Ковацс                  | Аустроугарска                                    |
| 1927−1930 | Јан Коприва                    | Чехословачка                                     |
| 1925−1927 | Јанис Андрианопулос            | Краљевина Грчка                                  |

## Међународни резултати

### Олимпијакос у европским такмичењима
Резултати Олимпијакоса у УЕФА такмичењима.
Од  2017.
| Такмичење              | Игр | П   | N  | И   | ДГ  | ПГ  |
| ---------------------- | --- | --- | -- | --- | --- | --- |
| УЕФА Лига шампиона     | 166 | 61  | 31 | 74  | 204 | 251 |
| Куп победника купова   | 33  | 14  | 6  | 13  | 43  | 47  |
| УЕФА куп / Лига Европе | 90  | 41  | 13 | 34  | 136 | 115 |
| Суперкуп Европе        | 0   | 0   | 0  | 0   | 0   | 0   |
| Интертото куп          | 0   | 0   | 0  | 0   | 0   | 0   |
| Интерконтинентални куп | 0   | 0   | 0  | 0   | 0   | 0   |
| Укупно                 | 289 | 116 | 52 | 121 | 383 | 413 |